# Tossal dels Estinclells
El Tossal dels Estinclells és una muntanya de 402 metres que es troba al municipi de Verdú, a la comarca catalana de l'Urgell. S'hi troba el jaciment arqueològic del poblat ibèric dels Estinclells, de segle iii aC.